# Alina Janowska
Alina Maria Janowska-Zabłocka (Varsavia, 16 aprile 1923 – Varsavia, 13 novembre 2017) è stata un'attrice polacca.
Ha lavorato con i maggiori registi polacchi, fra cui Leonard Buczkowski, Jerzy Gruza e soprattutto Andrzej Wajda.

## Filmografia
- Zakazane piosenki, regia di Leonard Buczkowski (1947)
- L'ultima tappa (Ostatni etap), regia di Wanda Jakubowska (1948)
- Skarb, regia di Leonard Buczkowski (1949)
- Czarci zleb, regia di Tadeusz Kanski e Aldo Vergano (1950)
- Powrót, regia di Jerzy Passendorfer (1960)
- Czas przeszly, regia di Leonard Buczkowski (1961)
- Samson, regia di Andrzej Wajda (1961)
- Spóznieni przechodnie, episodio "Nauczycielka", regia di Jan Rybkowski (1962)
- Smarkula, regia di Leonard Buczkowski (1963)
- Wojna domowa - serie TV, 15 episodi (1965-1966)
- Poradnik matrymonialny, regia di Wlodzimierz Haupe (1968)
- Stawka wieksza niz zycie - serie TV, 1 episodio (1968)
- Pozarowisko - cortometraggio TV (1969)
- Samochodzik i templariusze - serie TV, 1 episodio (1971)
- Dzieciol, regia di Jerzy Gruza (1971)
- Podróz za jeden usmiech - miniserie TV, 7 episodi (1972)
- Wielka milosc Balzaka - miniserie TV, 7 episodi (1973)
- Dulscy, regia di Jan Rybkowski (1976)
- Czterdziestolatek - serie TV, 1 episodio (1977)
- Rodzina Lesniewskich - serie TV, 1 episodio (1978)
- Lalka - miniserie TV, 4 episodi (1978)
- Klusownik - serie TV (1980)
- Tylko Kaska - miniserie TV, 7 episodi (1981)
- Na tropach Bartka, regia di Janusz Leski (1982)
- Milosc z listy przebojów, regia di Marek Nowicki (1985)
- Och, Karol, regia di Roman Załuski (1985)
- 5 dni z zycia emeryta - serie TV (1985)
- Angels Are Wired, cortometraggio, regia di Daryush Shokof (1990)
- Femina, regia di Piotr Szulkin (1991)
- V.I.P., regia di Juliusz Machulski (1991)
- Rozmowy kontrolowane, regia di Sylwester Checinski (1991)
- Czterdziestolatek, dwadziescia lat pózniej - serie TV, 1 episodio (1993)
- Gwiazdka w Zlotopolicach - film TV (1999)
- Wszyscy swieci - film TV (2002)
- Zlotopolscy - serie TV, 5 episodi (1997-2006)
- Niania - serie TV, 1 episodio (2007)
- Niezawodny system, regia di Izabela Szylko (2008)
- Ostatnia akcja, regia di Michal Rogalski (2009)
- Na dobre i na zle - serie TV, 1 episodio (2011)